# Martin Levac
Pour les articles homonymes, voir Levac.
Martin Levac, né le 10 novembre 1971 à Longueuil en banlieue sud de Montréal, est un musicien québécois. 
Chanteur, batteur, claviériste et auteur-compositeur-interprète, il est surtout connu pour ses performances en tant que personnificateur[Quoi ?] du batteur-chanteur britannique Phil Collins.

## Biographie
Il reçoit sa première batterie jouet à l’âge de huit ans. À 13 ans, avec sa première batterie, il forme avec des étudiants de son école son premier groupe : Chester-Phil. Tout au long de sa carrière, il a partagé la scène avec beaucoup de musiciens tels que le guitariste de Phil Collins, Daryl Stuermer, ainsi que le guitariste du groupe Flaming Youth Ronnie Caryl, et la choriste Amy Keys. De 2002 à 2007, il est le batteur du groupe hommage à Genesis, The Musical Box. 

Finaliste au Festival International de la Chanson de Granby en 1996 et en 1998. Martin fait paraître son premier album à compte d’auteur en 2000, intitulé L’amour ou le sexe. Il faudra attendre 6 ans pour qu’un deuxième album voit le jour, en anglais cette fois-ci, Influences est écrit et composé en 2006 pendant la dernière tournée The Lamb Lies Down on Broadway que Martin fera avec The Musical Box. Son dernier album anglophone 1985 paru en 2015 est un clin d’œil aux années 80 & à leurs sons bien particuliers, il y reprend la chanson ,True blue de Madonna, on y retrouve aussi le guitariste Daryl Stuermer sur la chanson I Am Sorry. Le nouvel album Six, est sorti en 2018 et est exclusivement en français. 

## Phil Collins & Genesis
L’amour et la passion de Martin pour la musique de Genesis et de Phil Collins prend racine dans son adolescence. Changeant sa batterie de droitier à gaucher pour mieux saisir les nuances du jeu et imiter Phil Collins, Martin commence son parcours de personnificateur de Phil Collins.
Il le personnifie professionnellement pour la première fois au sein du groupe The Musical Box, groupe-hommage à la musique de Genesis période Peter Gabriel. Jouant de la batterie et faisant les harmonies de voix tout comme Phil le faisait au sein du groupe, il interprète la chanson More fool me dans le spectacle Selling England by the pound.
The Musical Box montera plusieurs spectacles donné par Genesis dans les années ’70.
(Foxtrot, Selling England by the pound et The Lamb lies down on Broadway) qui amèneront les musiciens à voyager en Europe, aux Etats-Unis et en Amérique du sud.
Reconnus par le public, la critique et par Phil Collins lui-même comme son meilleur interprète et personnificateur, Martin aura ensuite la chance de travailler avec des musiciens du chanteur britannique.
En 2008, il partage la scène avec Ronnie Caryl (guitariste du groupe Flaming Youth) à New York dans le cadre d’un spectacle du groupe Turn It On Again (époque Three Sides Live) et récidive pendant une tournée du groupe Dance Into The Light en Europe à l’hiver 2010. 
En 2008 encore, il rencontre à Montréal Daryl Stuermer (guitariste de Genesis et de Phil Collins) qui l’invite à devenir le chanteur du projet Genesis Rewired.

## Daryl Stuermer – Genesis Rewired
En 2009, il débute le projet Dance Into The Light un spectacle rétrospective de la carrière solo de Phil Collins. Entouré de 7 musiciens Martin fait la tournée des grands villes d’Allemagne, de Belgique et des Pays-Bas. 
Daryl Stuermer invite Martin a faire partie de son projet Genesis Rewired et ils partent en tournée en 2009.
Suivent la série d'albums A Visible Jazz Touch of Genesis en 2011, 2013 et 2018. Puis l'album 1985 en 2015 où il reprend sa voix et ses chansons. Sur cet album on retrouve le guitariste Daryl Stuermer sur la chanson I Am Sorry.

## Rencontres avec Phil Collins, chanteur-batteur britannique
2002 Première rencontre dans les studios de la station de radio CKOI à Montréal, lors de la tournée promotionnelle de l’album Testify.
2005 Le 24 février, à Genève dans le cadre de la tournée The Lamb Lies Down On Broadway avec le groupe The Musical Box. Phil Collins  passe la journée avec le groupe et prend la place de Martin Levac derrière la batterie pour le rappel (The Musical Box).
2010 Le 24 juin, dans les coulisses du Roseland Ballroom dans le cadre du spectacle Going Back donné par Phil Collins. Martin rencontre également le légendaire batteur Chester Thompson de Phil Collins et plusieurs autres musiciens du groupe de Phil Collins.
2010 Le 3 octobre sur le plateau de l’émission Tout le monde en parle à la télévision de Radio-Canada à Montréal pour la promotion de l’album Going Back. Phil Collins qualifie Martin Levac d'être son personnificateur.

## Spectacles
2002 à 2007 -  Batteur du groupe The Musical Box - groupe hommage au groupe de rock Genesis pendant 5 ans de tournée.
2009 à 2019 - Dance Into The Light par Martin Levac et ses musiciens qui présentent les plus grands succès de Phil Collins.
2020 à aujourd'hui - Phil Collins & Genesis présenté par Martin Levac qui présentent les succès de Phil Collins et du groupe Genesis.
2024 à aujourd'hui - Musicographie d'un imposteur  présenté par Martin Levac.

## Discographie
2000 – L’amour ou le sexe
- Réalisateur : Paul Pagé
- Co-écriture avec Bruno Coulombe et Roger Leclerc

2006 – Influences
- Réalisateur : Martin Levac
- Écriture et arrangements : Martin Levac
- Sortie septembre 2006

2011 – A Visible Jazz Touch of Genesis
- Réalisateur : Martin Levac & Marc Girard
- Arrangements : Martin Levac
- Sortie juin 2011

2013 – A Visible Jazz Touch of Genesis Live
- Réalisateur : Martin Levac & Marc Girard
- Arrangements : Martin Levac
- Sortie 19 septembre 2013

2015 – 1985
- Réalisateur : Martin Levac & Marc Girard
- Arrangements : Martin Levac
- Sortie 18 septembre 2015

2018 – Six
- Réalisateur : Martin Levac
- Arrangements : Martin Levac
- Sortie 12 avril 2018

2018 – A Visible Jazz Touch of Genesis Vol 3 du Martin Levac Trio
- Réalisation : Martin Levac
- Arrangements : Martin Levac
- Sortie 2018
- Références : https://productions-la-petite-pomme-inc.square.site/